# Юхансон, Арвид
Арвид Хельмер Юхансон (норв. Arvid Helmer Johanson; 3 февраля 1929, Халден — 6 ноября 2013) — норвежский журналист и политик, министр нефти и энергетики (1980—1981). Член Норвежской рабочей партии.

## Биография
Арвид Юхансон родился в городе Халден в семье Арвида Мартина Юхансона (1896—1981) и домохозяйки Карлы Ниеми (1899—1932). Он начал свою карьеру в 1947 году журналистом в газете Halden Arbeiderblad и работал там в течение года. В 1949 году Юхансон работал в газете Sarpsborg Arbeiderblad, затем вернулся в Halden Arbeiderblad, где оставался до конца своей карьеры.
В 1942—1953 годах Юхансон учился в Норвежской академии журналистики, а в 1954—1955 годах — в Фиркрофт-колледже в Бирмингеме. В 1954—1955 годах он был членом правления окружного отделения Norsk presseforbund.
Юхансон стал заниматься политикой в 1949 году, став лидером молодёжной организации местных рабочих. В 1959—1963 годах он был членом городского совета Халдена. В 1956—1958 и 1962—1963 годах Юхансон возглавлял филиал Рабочей партии в Халдене, а в 1969—1974 годах был членом Центрального комитета Рабочей партии.
Юхансон пять раз избирался в парламент Норвегии от Эстфолла (в 1958, 1965, 1969, 1973 и 1977 годах), а в 1954—1957 и 1961—1965 годах был помощником депутата. В 1964—1965 годах он был постоянным представителем после смерти Генри Якобсена. К концу своего пятого полного срока в парламенте Юхансон был назначен министром нефти и энергетики. Он стал вторым министром, заменив на этой должности Бьяртмара Ерде. Юхансон договорился с премьер-министром Одваром Нурдли о возможности своей отставки из-за высокого давления на работе, связанного со спорами вокруг сооружения гидроэлектростанции на реке Алтаэльв и аварией на буровой платформе «Александр Хьелланн». Юхансон ушёл в отставку, когда в 1981 году был образован правоцентристский первый кабинет Коре Виллока. Пока Юхансон был министром правительства, его место в парламенте занимал Ян Эйлерт Бьорнстад.
После ухода из политики, Юхансон вернулся в газету Halden Arbeiderblad. В 1982 году он был назначен главным редактором, и занимал эту должность до 1993 года. В 1987—1990 годах Юхансон возглавлял окружное отделение Ассоциации норвежских редакторов. Он также написал несколько книг, в том числе по местной истории.
Арвид Юхансон умер 6 ноября 2013 года.